# Jorge Wágner Goés Conceição
Jorge Wágner Goés Conceição, o simplemente conocido como Jorge Wágner (Feira de Santana, Bahia, Brasil; 17 de noviembre de 1978) es un exfutbolista brasileño. Se desempeñó como lateral, mediocampista y extremo por la banda izquierda.

## Biografía
Debutó en el Esporte Clube Bahia brasileño en el año 1998, disputando un total de 24 partidos y materializando 9 goles. 
Firmó en 2002 por el Cruzeiro Esporte Clube donde estuvo dos temporadas, anotando en total cuatro goles en 33 partidos oficiales.
A principios de 2003 fichó por el Lokomotiv Moscú, donde apenas jugó siete partidos, por lo que se fue cedido al Corinthians. En la temporada 2005 decidió volver a Brasil y enrolarse en las filas del Internacional de Porto Alegre. En su primera temporada jugó 37 partidos y anotó diez goles. La siguiente campaña, donde jugó nueve partidos y anotó dos goles, fue una de las piezas claves para que su club conquistase la Copa Libertadores de aquel año frente al São Paulo.
En verano de 2006 vuelve a Europa junto a su compañero en Porto Alegre Rafael Sóbis, para firmar con el Real Betis, donde alternó titularidad y suplencia. En enero de 2007 regresó a su país cedido al São Paulo donde estaría tres años. 
Luego firmaría un contrato en el año 2011 con el Kashiwa Reysol. Volvería a Brasil para jugar en Botafogo, y retornaría a Japón una vez más a jugar en el Kashima Antlers por el resto del año.
En el último tramo de su carrera volvería a Bahia para jugar en el Vitória por dos años y en Fluminense de Feira, clubes nativos de su estado.

## Clubes
| Club                   | País   | Año       |
| ---------------------- | ------ | --------- |
| Bahia                  | Brasil | 1998-2000 |
| Cruzeiro               | Brasil | 2001-2002 |
| Lokomotiv Moscú        | Rusia  | 2003-2006 |
| Corinthians (cedido)   | Brasil | 2003      |
| Internacional (cedido) | Brasil | 2005-2006 |
| Real Betis             | España | 2006-2007 |
| São Paulo (cedido)     | Brasil | 2007      |
| São Paulo              | Brasil | 2008-2010 |
| Kashiwa Reysol         | Japón  | 2011-2013 |
| Botafogo               | Brasil | 2014      |
| Kashima Antlers        | Japón  | 2014      |
| Vitória                | Brasil | 2015-2016 |
| Fluminense de Feira    | Brasil | 2017      |

## Palmarés

### Campeonatos nacionales
| Título                | Club            | País   | Año  |
| --------------------- | --------------- | ------ | ---- |
| Campeonato Baiano     | Bahia           | Brasil | 1998 |
| Campeonato Mineiro    | Cruzeiro        | Brasil | 2001 |
| Campeonato Mineiro    | Cruzeiro        | Brasil | 2002 |
| Campeonato Paulista   | Corinthians     | Brasil | 2003 |
| Liga Premier de Rusia | Lokomotiv Moscú | Rusia  | 2004 |
| Campeonato Gaúcho     | Internacional   | Brasil | 2005 |
| Brasileirão           | São Paulo       | Brasil | 2007 |
| Brasileirão           | São Paulo       | Brasil | 2008 |
| J. League Division 1  | Kashiwa Reysol  | Japón  | 2011 |
| Supercopa de Japón    | Kashiwa Reysol  | Japón  | 2012 |
| Copa del Emperador    | Kashiwa Reysol  | Japón  | 2012 |
| Copa J. League        | Kashiwa Reysol  | Japón  | 2013 |

### Copas internacionales
| Título            | Club          | País   | Año  |
| ----------------- | ------------- | ------ | ---- |
| Copa Libertadores | Internacional | Brasil | 2006 |